# Сан-Мігел (острів)
О́стрів Са́н-Міге́л (порт. Ilha de São Miguel, МФА: [ˈi.ʎɐ dɨ ˈsɐ̃w mi.ˈgɛɫ], «острів святого Михаїла») — вулканічний острів у північній частині Атлантичного океану. Складова Азорського архіпелагу. Володіння Португалії, автономного регіону Азорські острови. Найбільший із 9 заселених островів архіпелагу. Поділений між муніципалітетами Віла-Франка-ду-Кампу, Лагоа, Нордеште, Повуасао, Понта-Делгада і Рібейра-Гранде. Разом із островом Санта-Марія належить до Східної групи Азорських островів. Довжина — 65 км, ширина — 8-15 км. Найвища точка — гора Піку-да-Вара (1103 м). Площа — 746,82 км². Населення — 131609 осіб (2001).

## Географія
Тут розміщена столиця Азорського архіпелагу місто Понта-Делгада, що одночасно є найбільшим містом і адміністративним центром острова. Найбільшими населеними пунктами острова є міста Лагоа, Нордеште, Повоасау, Рібейра-Гранде і Віла-Франка-ду-Кампу, що є адміністративними центрами відповідних муніципалітетів.
Сан-Мігел називають «зеленим островом», завдяки нескінченим пасовищам і чайним плантаціям. На острові розвинене скотарство, вирощування ананасів у теплицях. В середині острова існують гірські озера (порт. lagoa), що протягом цілого року приваблюють багато туристів, особливо з країн Північної Європи.

## Історія
Відкриття припадає на першу половину 15 століття після острова Санта-Марія, де першими почали селитися португальці, євреї, маври та французи. Заселення почалося у 1439 році. Першим адміністративним центром острову було місто Віла-Франка-ду-Кампу, що було практично повністю зруйноване під час землетрусу у 1522 році. Після трагедії інше місто острова, — Понта-Делгада, отримало новий імпульс і незабаром у 1546 році стало його новим адміністративним центром. У 20 столітті основною статтею доходів була рибна ловля, яка поступово витісняється туризмом.
Острів є заморською територією Португалії.
11 травня 1991 року на острові перебував Папа Римський Іван-Павло II.

## Муніципалітети
- Віла-Франка-ду-Кампу
- Лагоа
- Нордеште
- Понта-Делгада
- Повуасан
- Рібейра-Гранде

## Галерея

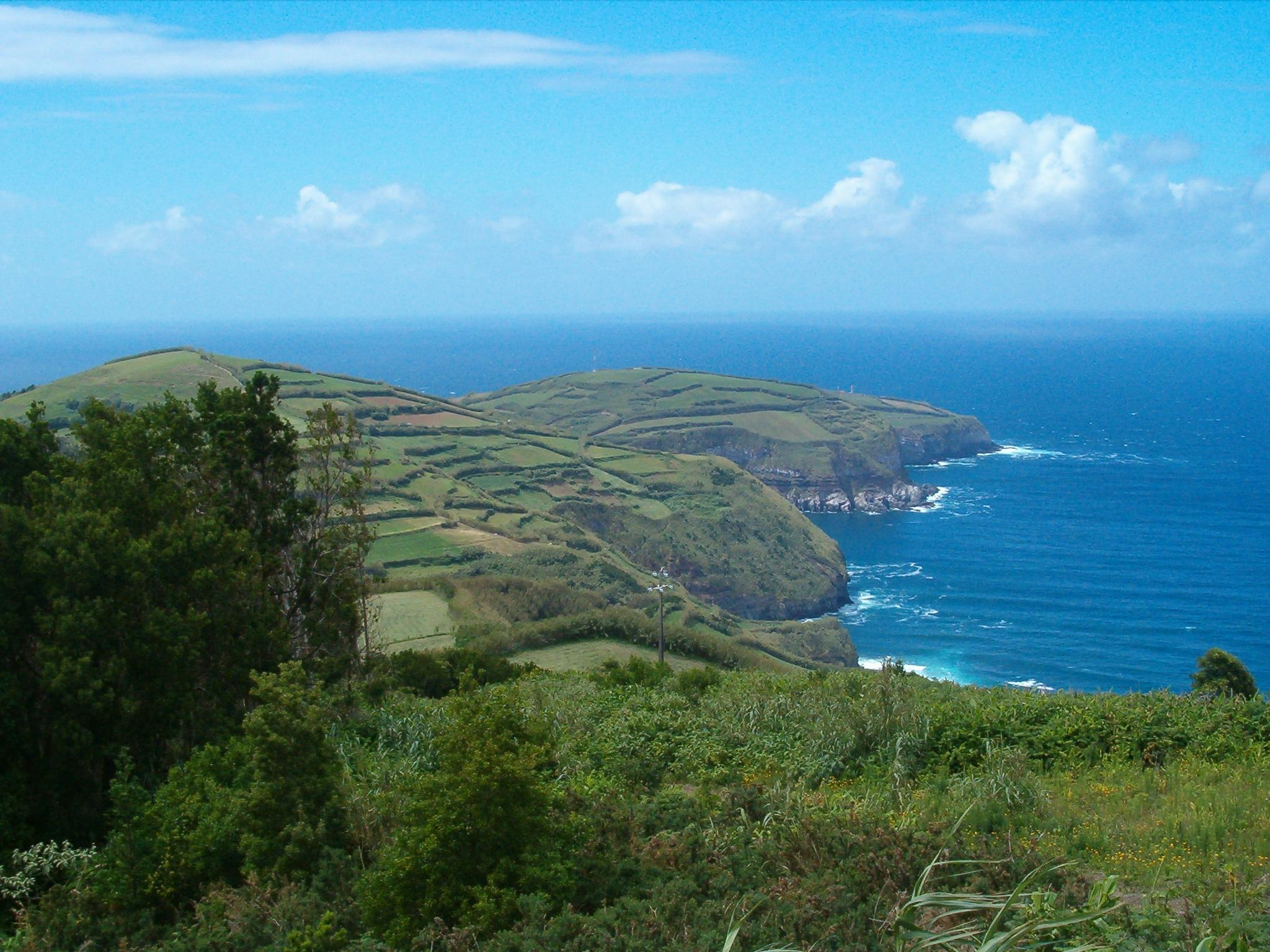
Панорамний вигляд північної частини острова
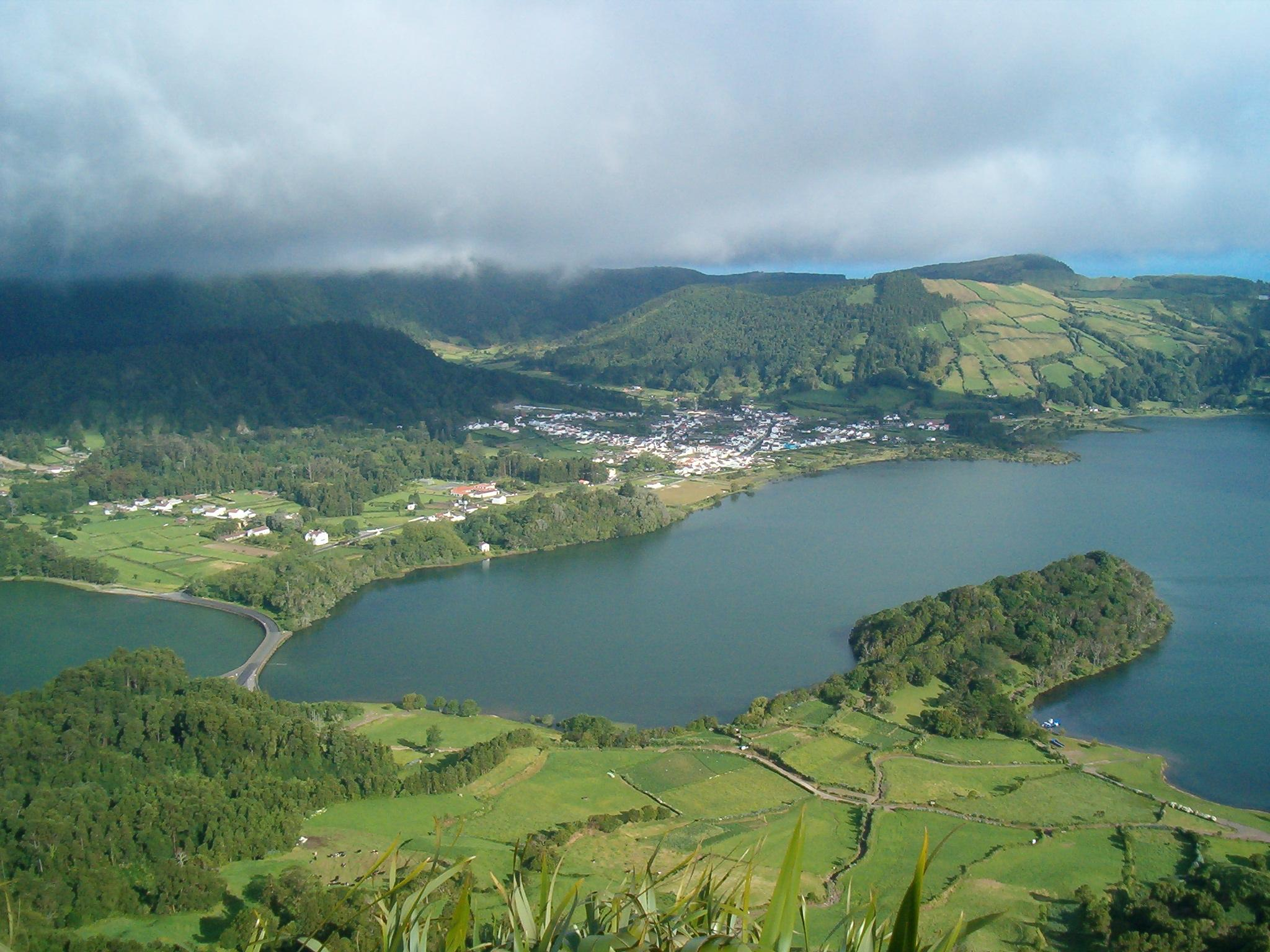
Гірське озеро Сете-Сідадеш
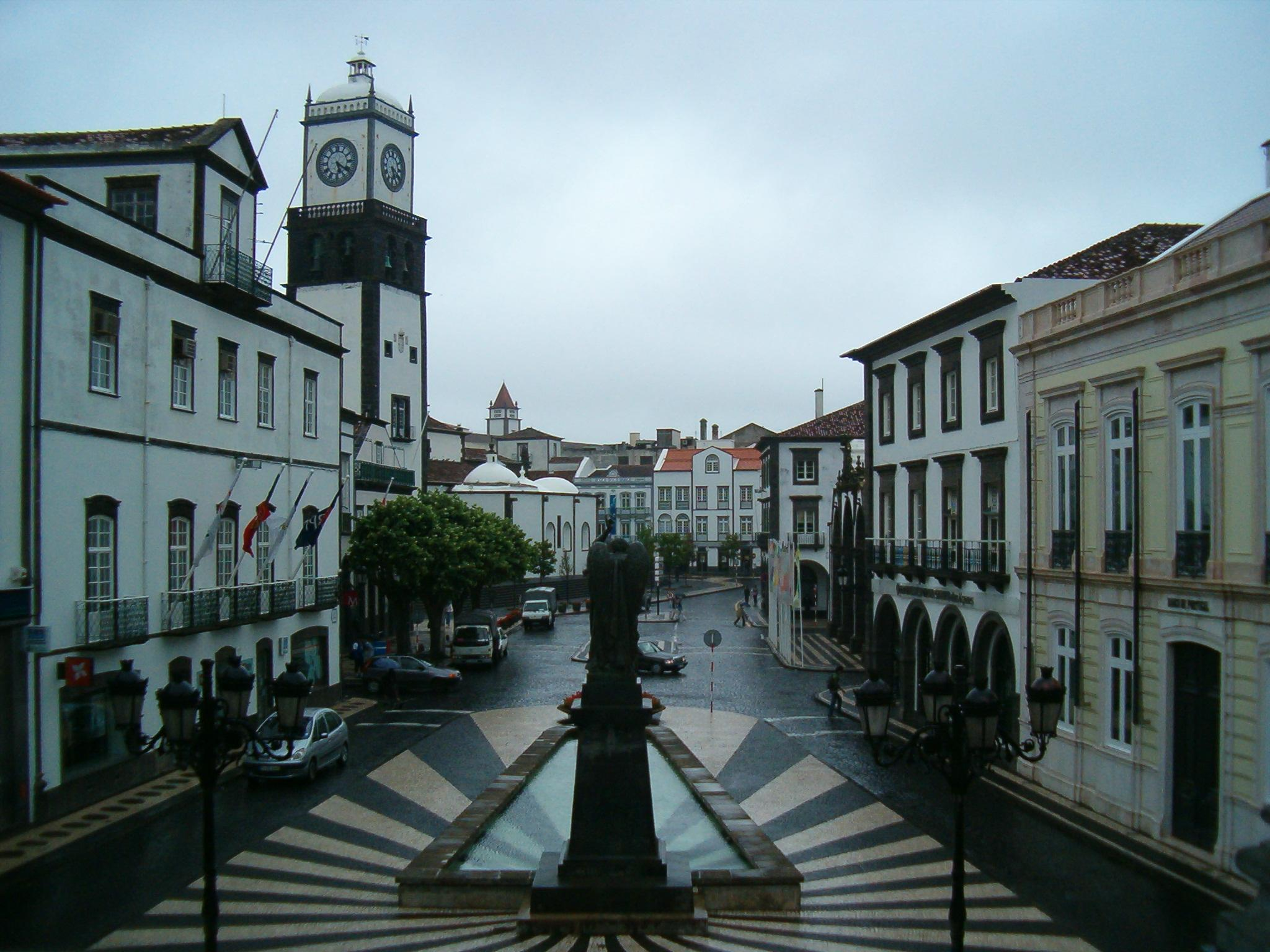
Центр міста Понта-Делгада
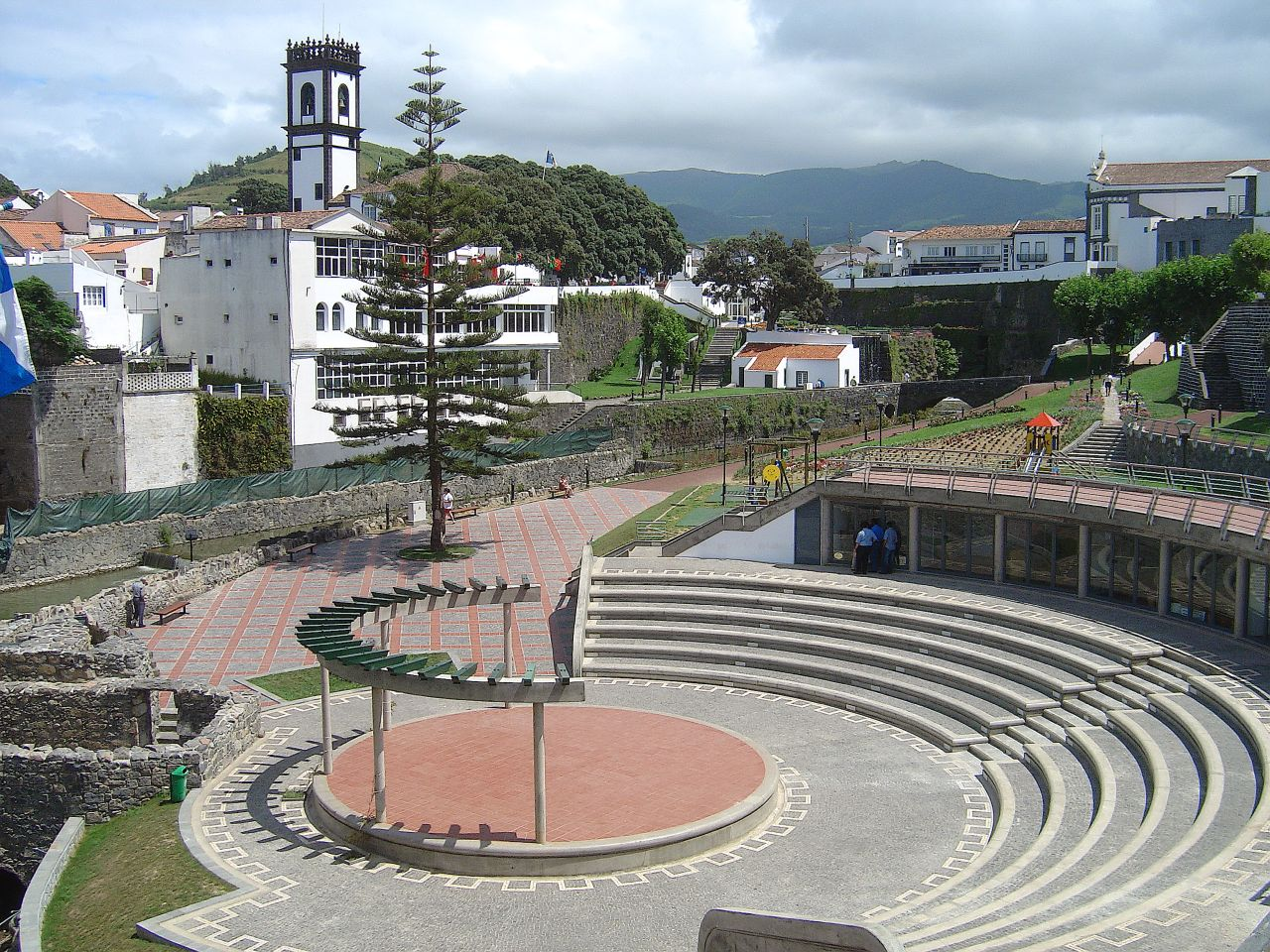
Центр міста Рібейра-Гранде